# Molinella
Molinella (Mulinèla o La Mulinèla in dialetto bolognese orientale) è un comune italiano di 15 850 abitanti situato nell'estremità nord-orientale della città metropolitana di Bologna in Emilia-Romagna.
Si fregia del titolo di città dal 24 giugno 2003.

## Geografia fisica

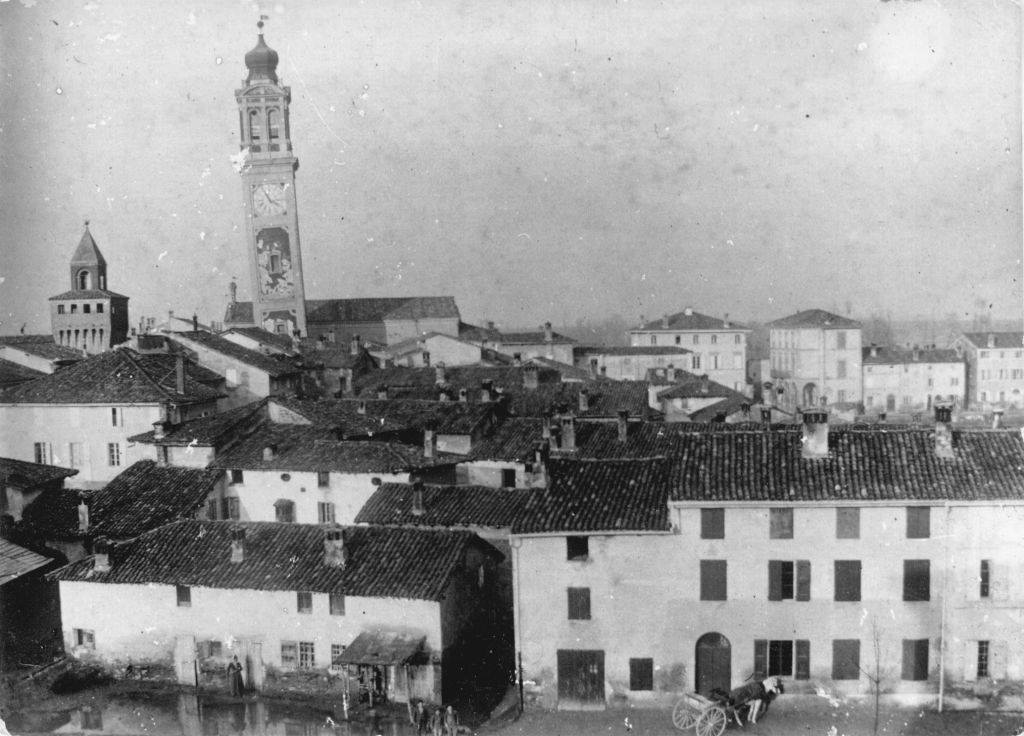
Panoramica di Molinella nel 1902, poco prima della demolizione della cella campanaria del campanile di San Matteo

Il territorio comunale si estende nella bassa pianura bolognese ai confini con il ferrarese su una superficie di 127,87 km² con un'altitudine media di 8 metri sul livello del mare. È quindi il comune con l'altitudine minore di tutta la Città metropolitana di Bologna.
I maggiori corsi d'acqua che lo attraversano sono il fiume Reno (appena un chilometro a nord del capoluogo), il torrente Idice e i canali Botte e Lorgana.
I comuni confinanti sono: Argenta (Provincia di Ferrara) a nord e a est, Medicina a Sud, Budrio a sud-ovest e Baricella a nord-ovest.
I maggiori centri urbani, Bologna e Ferrara distano rispettivamente 33 e 29 km.

### Territorio
Il territorio di Molinella era in origine zona paludosa e malsana al centro della Valle Padusa dove si alternavano agli acquitrini e ai canneti, fitti boschi di salici, pioppi e querce situati su isole palustri.
Il territorio è quasi completamente bonificato a parte qualche riserva naturale come la "Vallazza" e la "Boscosa" (entrambe sulla strada che collega il capoluogo a Selva Malvezzi) che possono dare l'idea di come potesse essere il territorio in origine.
Queste riserve ed altre ancora all'interno del territorio comunale sono definite zone di protezione speciale (ZPS) per la loro importanza ambientale legata alla conservazione della fauna e della flora locali e fanno parte dei biotipi e ripristini ambientali di Medicina e Molinella.
Il terreno estremamente fertile veniva coltivato fino a una cinquantina di anni fa prevalentemente a risaia poi si passò gradualmente ad altre coltivazioni come il granoturco, i frutteti e il grano.

### Clima
Il clima è continentale temperato. Gli inverni sono freddi umidi e non mancano precipitazioni nevose. Nei pressi di Molinella, in località San Pietro Capofiume, sarebbe stata registrata una temperatura minima non ufficiale di -28,8 °C nella notte tra il 12 e il 13 gennaio 1985 (valore che sarebbe il più basso mai registrato in Pianura Padana); tuttavia, i rilevamenti ufficiali della stazione meteorologica di San Pietro Capofiume hanno fatto registrare una temperatura minima assoluta di -24,8 °C in data 11 gennaio 1985, nel corso della medesima ondata di gelo.
La primavera è "fresca" e piovosa e l'autunno estremamente nebbioso. Durante l'estate il clima è caldo afoso, interrotto occasionalmente da forti temporali e acquazzoni.

## Origini del nome
Il suo nome deriva dalla presenza di mulini ad acqua, anticamente diffusi ed oggi perlopiù scomparsi.

## Storia

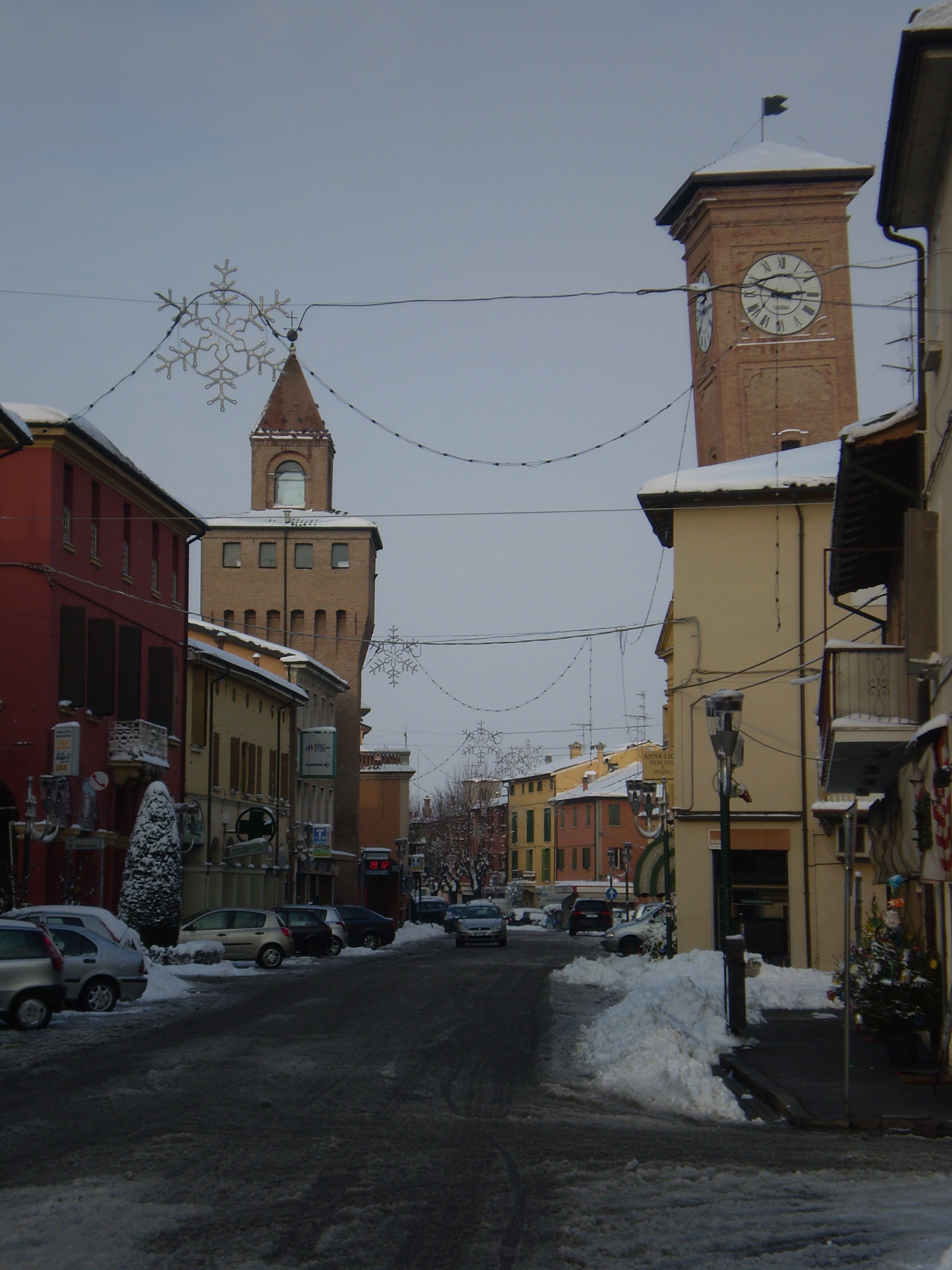
A sinistra la torre di Santo Stefano e a destra il campanile pendente

Prima del IV secolo d.C. la zona dove sorge Molinella faceva parte dell'immensa valle Padusa ed era perciò quasi completamente disabitata; l'abitato di fondazione romana più prossimo era verosimilmente Veterana (l'attuale Vedrana di Budrio). A partire dal IV-V secolo, a causa dei depositi dei fiumi e dei torrenti che qui scaricavano le loro acque, si iniziò a formare un ampio dosso che emergeva dalle acque denominato Ludurium (luogo fangoso).
Questa è il più antico toponimo dell'area. La relativa sicurezza di questo luogo, protetto dalle continue alluvioni, permise all'uomo di creare i primi insediamenti stabili.
Il toponimo “La Molinella”, o meglio Torre di Santo Stefano della Mulinella, compare per la prima volta in un documento del 1322. La torre di Santo Stefano venne eretta nel medioevo sul Ludurium per rafforzare il confine bolognese di nord-est, dato che la Torre dei Cavalli, che ne era il baluardo più importante, non garantiva più un controllo efficace dell'esteso confine.
Nel 1371 il cardinale Anglico scrive della torre: "La torre di Molinella è posta fra acque e valli e qui vi è un passo pel quale si va a d Argenta, a Ferrara, alla bassa Romagna per acqua e dal qual passo transitano molte mercanzie, tante importate a Bologna, quante esportate per detti luoghi. Dista IV miglia andando per acqua dalla torre dei Cavalli, e circa XX da Bologna e circa X da Argenta. Detta torre è custodita da un castellano bolognese che ha prestate buone garanzie alla Camera e riceve in paga sei fiorini e mezzo".
Il villaggio costituitosi presso la torre era molto vicino a una grande ansa del Po di Primaro (in cui venne fatto scorrere il Reno nel Settecento). Presso Traghetto (Argenta), ma appena un chilometro a nord di Molinella, è ancora possibile vedere le antiche arginature e quello che rimane del Po di Primaro che vi giunge da Ferrara.
Paradossalmente prima del Quattrocento erano le frazioni dell'odierna Molinella che avevano maggior fama e il centro più antico era in assoluto quello che si raccoglieva attorno ad un'opera difensiva chiamata Torre dei Cavalli o Cavagli, non più esistente e ricordata da un cippo a 5 km ad est del centro di Molinella, che faceva parte assieme alla Torre di Galliera ed altre ancora di un sistema difensivo bolognese.
Si presume che la principale funzione della Torre dei Cavalli fosse quello di controllare i traffici terrestri e fluviali tra Argenta e Bologna.

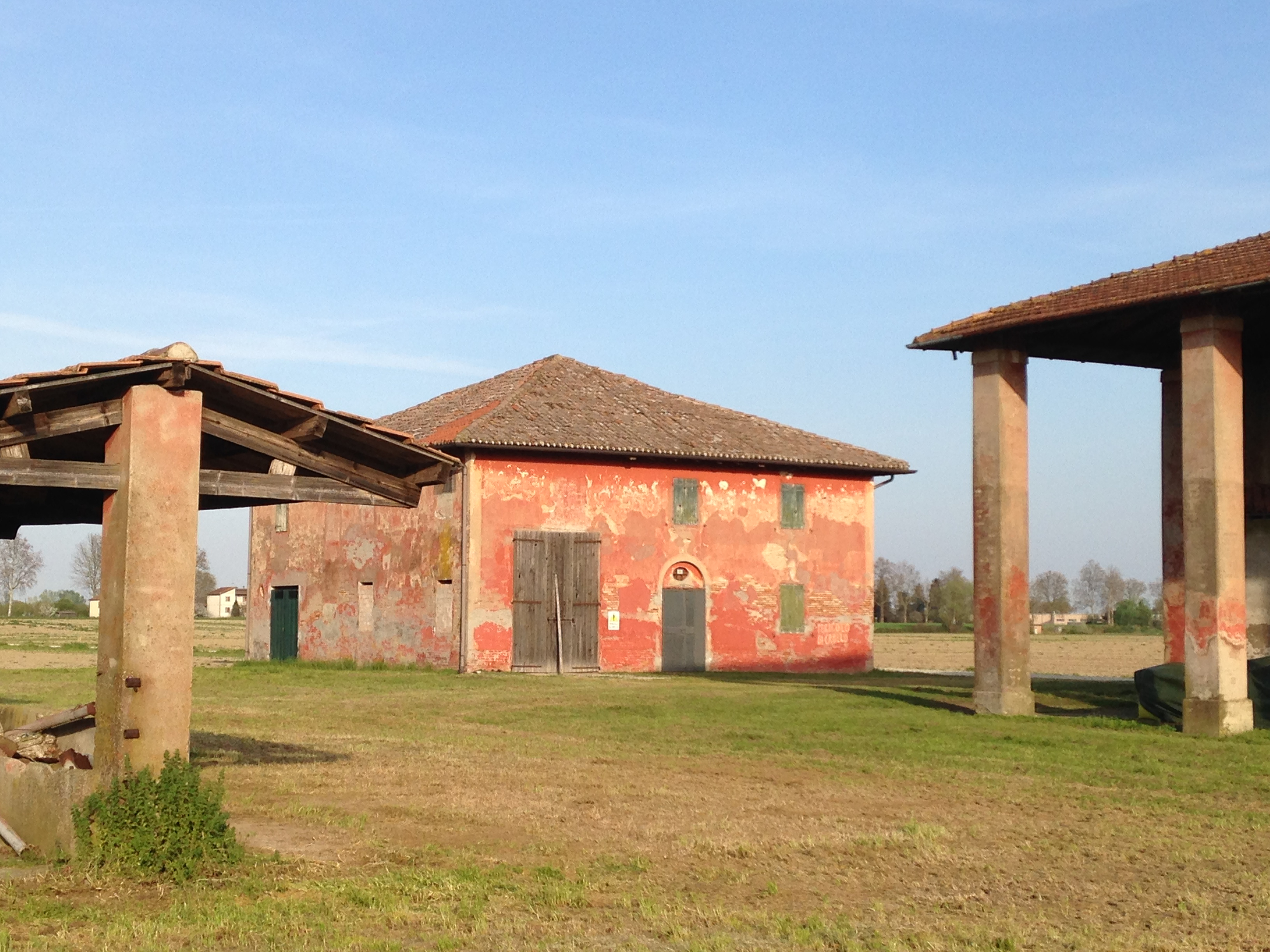
Tipico complesso rurale locale a "corte aperta" della fine del XVIII secolo. Gli edifici presentano un intonaco rosso con bordature gialle e imposte verdi, stile molto diffuso negli edifici rurali della zona

Il villaggio presso la torre di Santo Stefano nacque come villaggio di strada, crebbe d'importanza a causa dei commerci del suo porto e come passaggio doganale obbligato. Molinella, situata da sempre al confine fra il territorio bolognese e quello ferrarese, era luogo di passaggio importante non solo per il trasporto delle merci, ma anche per il passaggio di fuorusciti e banditi. Il paese era perciò sede di dogane e dazi che controllavano coloro che transitavano sull'Idice e coloro che attraversavano con il traghetto il Po di Primaro a nord di Molinella (Passo del Morgone e Traghetto).

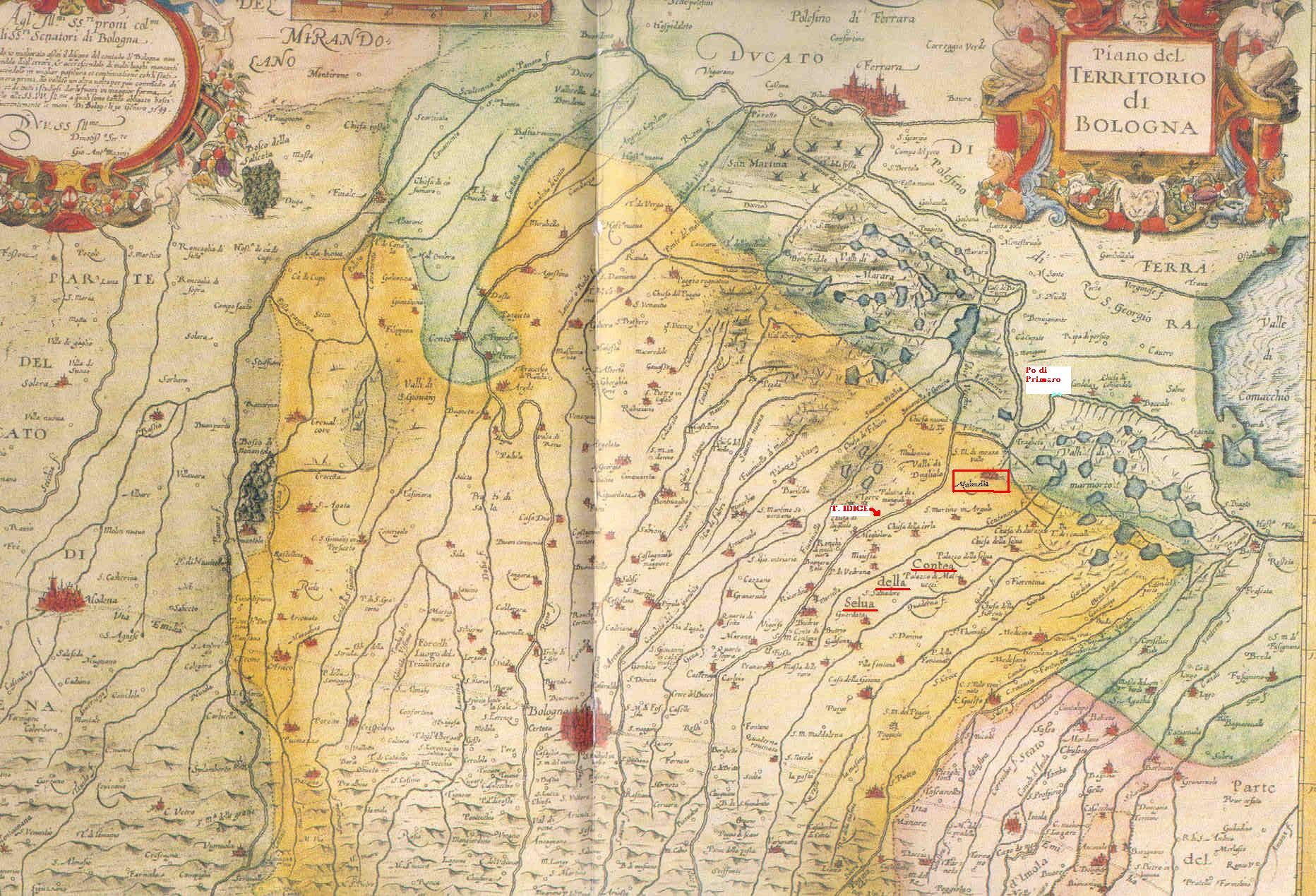
Mappa della zona nel 1599 con evidenziata Molinella

### Battaglia della Riccardina
Il suo territorio è stato teatro di una battaglia (Battaglia della Riccardina), il 25 luglio 1467, cui partecipò da protagonista Bartolomeo Colleoni. La battaglia è famosa perché il Colleoni vi usò massicciamente, primo caso nella storia, delle armi da fuoco, suscitando per ciò grande scandalo.

### La nascita del movimento contadino
Situata nella profonda pianura bolognese, in un'area paludosa soggetta a frequenti inondazioni, Molinella iniziò ad essere interessata dai primi moti agrari in occasione della promulgazione della tassa sul macinato nel 1869. Nel 1883 si registrò il primo grande sciopero che vide 3000 operai incrociare le braccia per richiedere un aumento salariale. Negli ultimi vent'anni del XIX secolo si conteranno ben dieci scioperi.
L'introduzione della risicultura in gran parte del territorio molinellese, così come la realizzazione di grandi lavori di bonifica, attirarono numerose famiglie provenienti dai comuni vicini. Eppure, nonostante un miglioramento delle condizioni economiche, il proletariato di Molinella doveva convivere in un contesto sociale estremamente difficile, dove la malaria e la povertà erano una presenza costante.
In questo contesto trovarono terreno fertile già alla fine dell'Ottocento gli ideali del socialismo che a Molinella ebbero come principale propagatore un medico che, colpito dalle estreme condizioni di vita dei contadini e delle mondine della zona, aveva deciso di dedicarsi alla loro difesa, Giuseppe Massarenti. Nel 1901 fu eletto il primo sindaco socialista, l'avvocato Luigi Ploner.

### Eccidio di Guarda
A Guarda di Molinella il 5 ottobre 1914 avvenne un cruento scontro tra i componenti di una colonna organizzata dagli agrari, guidata da Alberto Donini segretario provinciale dell'Associazione agraria, che scortavano alcuni crumiri provenienti dalle province di Modena e di Padova e un nutrito gruppo di braccianti e mezzadri in sciopero. Gli agrari, assaliti dagli scioperanti, furono costretti a fuggire. Il grave episodio provocò cinque morti e numerosi feriti, tra cui lo stesso Donini. Cinquantasei operai furono processati e condannati al confino nell'isola di Capraia, ove rimasero sino al 1919, quando furono liberati a seguito di un'amnistia.
Nonostante gli arresti e la dura repressione seguita ai fatti di Guarda, Molinella continuò ad essere il centro delle lotte agrarie della pianura bolognese, specialmente durante il biennio rosso. In occasione delle elezioni politiche del 1919 il Partito Socialista ottenne a Molinella il 93,6% dei voti, mentre alle comunali, tenutesi nell'ottobre 1920, Massarenti fu rieletto sindaco.

### Dominazione fascista
Con l'inizio delle violenze squadriste nella pianura padana, Molinella, paese di Massarenti e luogo simbolo del socialismo italiano, divenne un obbiettivo primario da parte dei fascisti. Un primo assaggio di quanto stava per accadere si registrò in occasione delle elezioni del 1921, quando ai principali dirigenti socialisti molinellesi, tra i quali il vicesindaco Giuseppe Bentivogli, fu impedito votare e furono fatte esplicite minacce di morte da parte di alcuni fascisti. Il 12 giugno 1921, approfittando dell'inaugurazione del fascio locale, migliaia di squadristi capeggiati dai ras Italo Balbo e Gino Baroncini convergono su Molinella dal resto del bolognese e dalle province limitrofe con l'obbiettivo di "tricolorizzare" il borgo. Il comune, i sindacati e la cooperativa sono assaltati e saccheggiati. Il sindaco Massarenti è messo in salvo dalle Guardie Rosse e fatto fuggire a Roma poiché una squadraccia fascista si è messa a cercarlo casa per casa per ucciderlo. Le devastazioni durano due giorni e colpiscono anche la frazione di San Pietro Codifiume. Nelle settimane successive sono distrutte anche le istituzioni socialiste delle frazioni di Marmorta e San Martino in Argine.
A partire dall'ottobre del 1922, dopo la conquista del potere di Mussolini con la marcia su Roma, il Municipio, gli uffici amministrativi, le associazioni pubbliche e le cooperative di lavoro vennero assaltate dai fascisti. Il comune di Molinella fu citato - con un rigoroso dettaglio dei fatti accaduti e citazione delle fonti - da Giacomo Matteotti nel suo libro Un anno di dominazione fascista del 1923 come esempio della tipica violenza perpetrata dagli squadristi fascisti nelle aree rurali italiane, al fine di sottomettere la popolazione al nuovo corso politico, spesso con la complicità di prefetto e autorità di controllo statali.
Le continue violenze perpetrate dai fascisti ai danni dei dirigenti e dei militanti socialisti spinsero sin dal 1923 numerose famiglie a lasciare Molinella per riparare in altri comuni o addirittura all'estero. A ciò si aggiunse la crescente repressione operata dalla polizia contro ogni sorta di organizzazione di orientamento antifascista. Nonostante i pericoli negli anni successivi continuarono a registrarsi scioperi, spesso capeggiati dalle donne, contro i tentativi del nascente regime fascista di controllare e addomesticare il movimento sindacale molinellese. Saranno proprio le donne ad essere oggetto di numerose violenze e sevizie da parte dei fascisti locali.
Il 2 ottobre 1926 234 famiglie di Molinella, che precedentemente avevano rifiutato di iscriversi ai sindacati fascisti e ne avevano formato uno proprio, vennero espulse dai fondi colonici dopo la disdetta del patto d'affitto. Lo sgombero poté avvenire grazie a un eccezionale dispiegamento di militari accanto al quale si registrò una nuova ondata di violenze squadriste contro gli oppositori. In aggiunta i fascisti, guidati dal ras locale Augusto Regazzi, intimarono ai proprietari terrieri della zona di non stipulare patti colonici a chi non fosse iscritto ai sindacati fascisti.
Le famiglie colpite saranno costrette a trasferirsi in altre parti del bolognese, a Torino e in Francia.
Nonostante l'ondata di repressione fascista avesse colpito duramente Molinella, con tre condannati al tribunale speciale per la difesa dello Stato tra cui Massarenti, e 23 confinati, per tutto il ventennio continueranno a registrarsi agitazioni sindacali a cui fecero sistematicamente seguito arresti e violenze.

### Fatti di Molinella
Molinella è stata celebre nella storia del movimento operaio come luogo simbolo delle lotte delle mondine e come uno dei primi luoghi di creazione delle associazioni sindacali (da ricordare in merito il molinellese Giuseppe Massarenti). Ma grande impressione in tutta Italia provocarono i gravi e cruenti episodi noti come fatti di Molinella del 17 maggio 1949. Infatti nel 1949 fu organizzato a Molinella uno sciopero dei braccianti contro la Confagricoltura per ottenere migliori salari e condizioni di lavoro. Il 16 maggio 1949 oltre seimila braccianti e mondine si concentrarono nelle campagne presso Molinella, provenienti dai vicini paesi cercando di dissuadere i crumiri, che rendevano vane le proteste operaie. Vi furono molti scontri violenti tra scioperanti e forze dell’ordine. Il 17 maggio, durante ulteriori scontri, fu uccisa Maria Margotti che venne falciata da una raffica di mitra sparata dal carabiniere Francesco Galeati, mentre altre 30 persone rimasero ferite.

### Simboli
Lo stemma del comune di Molinella è stato riconosciuto con decreto del capo del governo del 23 aprile 1929.
Il gonfalone municipale è un drappo di rosso, concesso con decreto del presidente della Repubblica del 15 maggio 1963.

## Monumenti e luoghi d'interesse

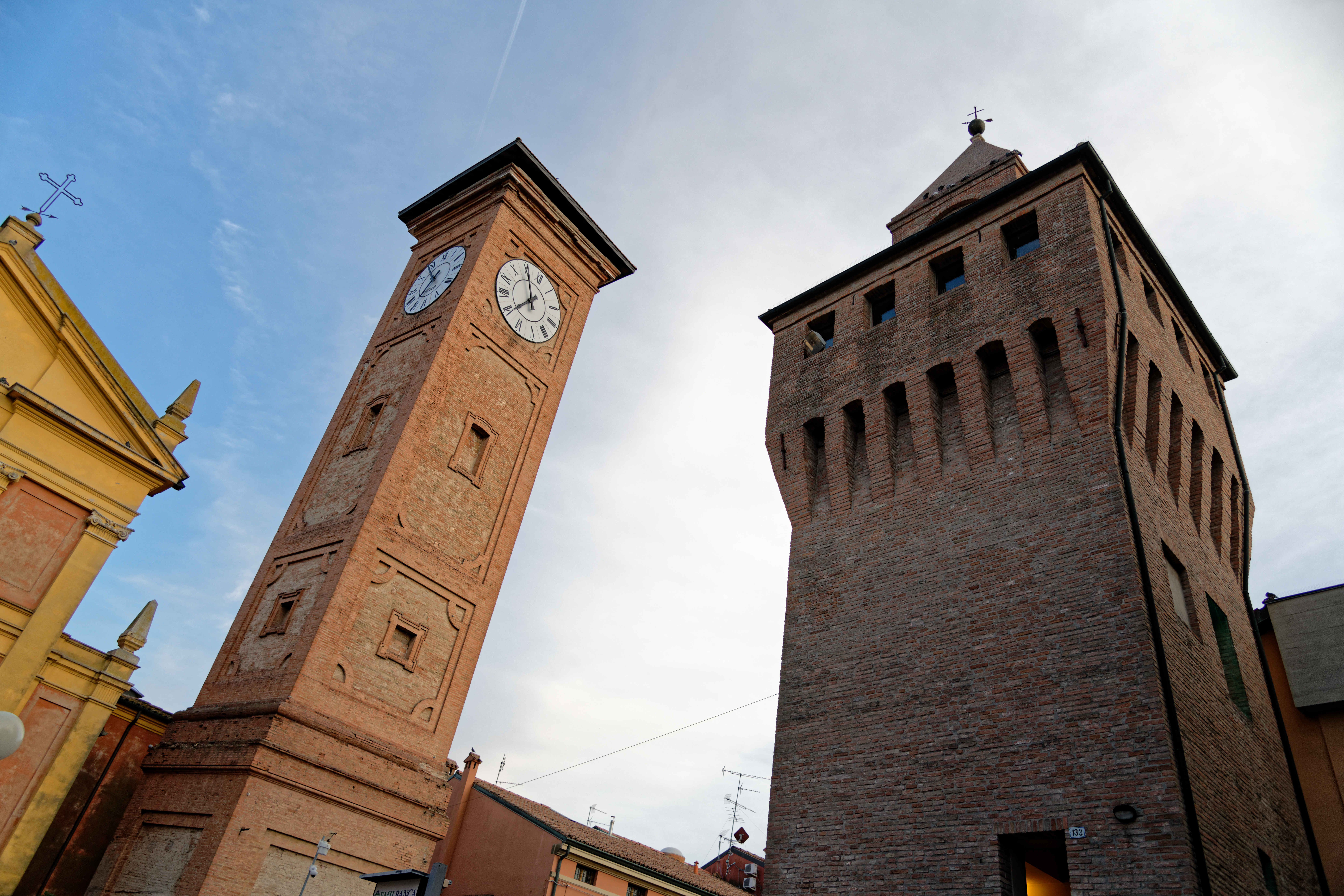
Torre di Santo Stefano

Il Palazzo del Governatore (XVII secolo) nella frazione di Selva Malvezzi

- Torre di Santo Stefano, torre medievale a spioventi dei primi anni del XIV secolo.
- Palazzo Volta, villa del XIV secolo.
- Palazzo Zucchini, villa del XV secolo.
- Palazzo delle Biscie, torre di guardia poi mulino del XVI secolo.
- Chiesa trecentesca di San Matteo con il campanile pendente.
- Borgo feudale di Selva Malvezzi con il Palazzo del Governatore, il palazzo feudale e il Castello chiamato Palazzaccio.
- Campanile di Durazzo del XVII secolo.
- Vecchia chiesa di Santa Croce di Marmorta del XV secolo.
- Casa del Fascio (inaugurata da Benito Mussolini il 25 ottobre 1936, municipio del Comune), la piscina comunale, lo stadio comunale e la palestra comunale già sede dell' Opera nazionale balilla, sono esempi di architettura risalente all'epoca fascista.
- Palazzo delle Leghe e delle Cooperative nel Malborghetto (inaugurato nel giugno 1911 da Anna Kuliscioff, Filippo Turati e Giuseppe Massarenti)
- Aviosuperficie Molinella dove Efrem Nobili progettò i modelli con cui vinse a livello nazionale

### Aree naturali
Parte del territorio comunale è compreso nei siti di interesse comunitario e zone di protezione speciale "Biotopi e Ripristini ambientali di Bentivoglio, S. Pietro in Casale, Malalbergo e Baricella" (IT4050024) e "Biotopi e Ripristini ambientali di Budrio e Minerbio" (IT4050023)

## Cultura

### Cucina
I piatti tipici di Molinella sono:
- Torta di tagliatelline
- Panone di Molinella
- Salsiccia appassita della pertica di mora romagnola di Molinella
- Nespola di Molinella

## Geografia antropica

### Frazioni e località
Le frazioni sono:
- San Pietro Capofiume
- San Martino in Argine
- Marmorta
- Selva Malvezzi

Le località principali sono le seguenti:
Alberino
Alberino è un nucleo abitativo aggregato a San Pietro Capofiume addossato al fiume Reno. Qui nacque nel 1856 il poeta Severino Ferrari, amico di Pascoli e del Carducci. La sua casa natia è ancora visibile in buone condizioni.
Alfonsoni
Alfonsoni è un nucleo abitato sorto attorno ad un'antica officina e a una falegnameria ai primi dell'Ottocento di tale Alfonso Ungarelli che aveva alcuni figli maschi, chiamati perciò gli Alfonsoni; questa località è contigua al capoluogo.
Buriane

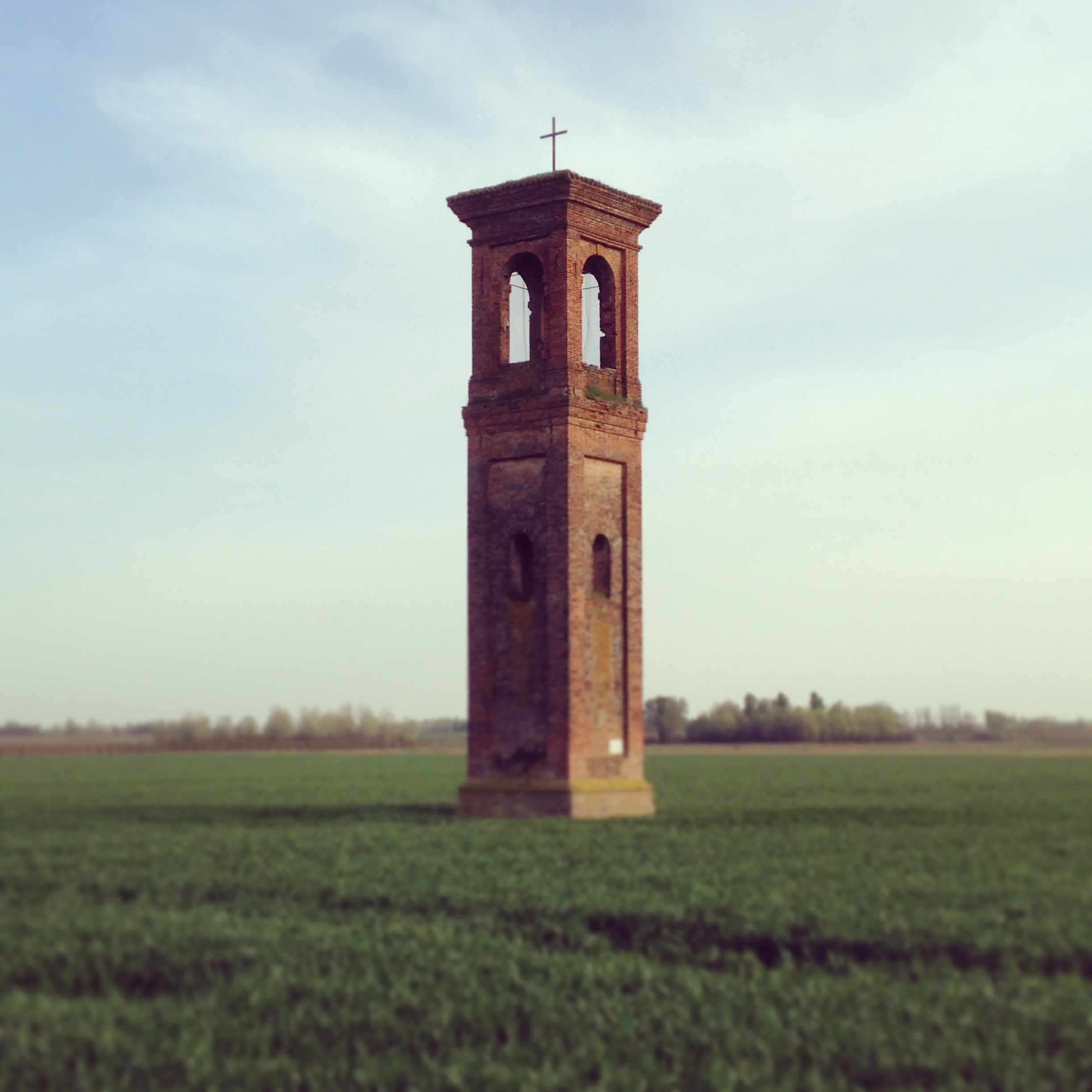
Il solitario campanile di Durazzo è l'unico superstite del borgo medievale distrutto nel XVIII secolo dalle continue alluvioni.

Buriane o Le Buriane è un piccolo nucleo abitato al confine sud-ovest del comune, presso Mezzolara, frazione di Budrio. Buriane si trova situato lungo lo stradello omonimo, perpendicolare all'antico corso dell'Idice.
Durazzo
Durazzo è un'antica località dove sorgeva l'omonimo borgo, scomparso nel corso degli anni. Rimane soltanto il campanile della seicentesca chiesa dei Santi Filippo e Giacomo.
Ghiaron

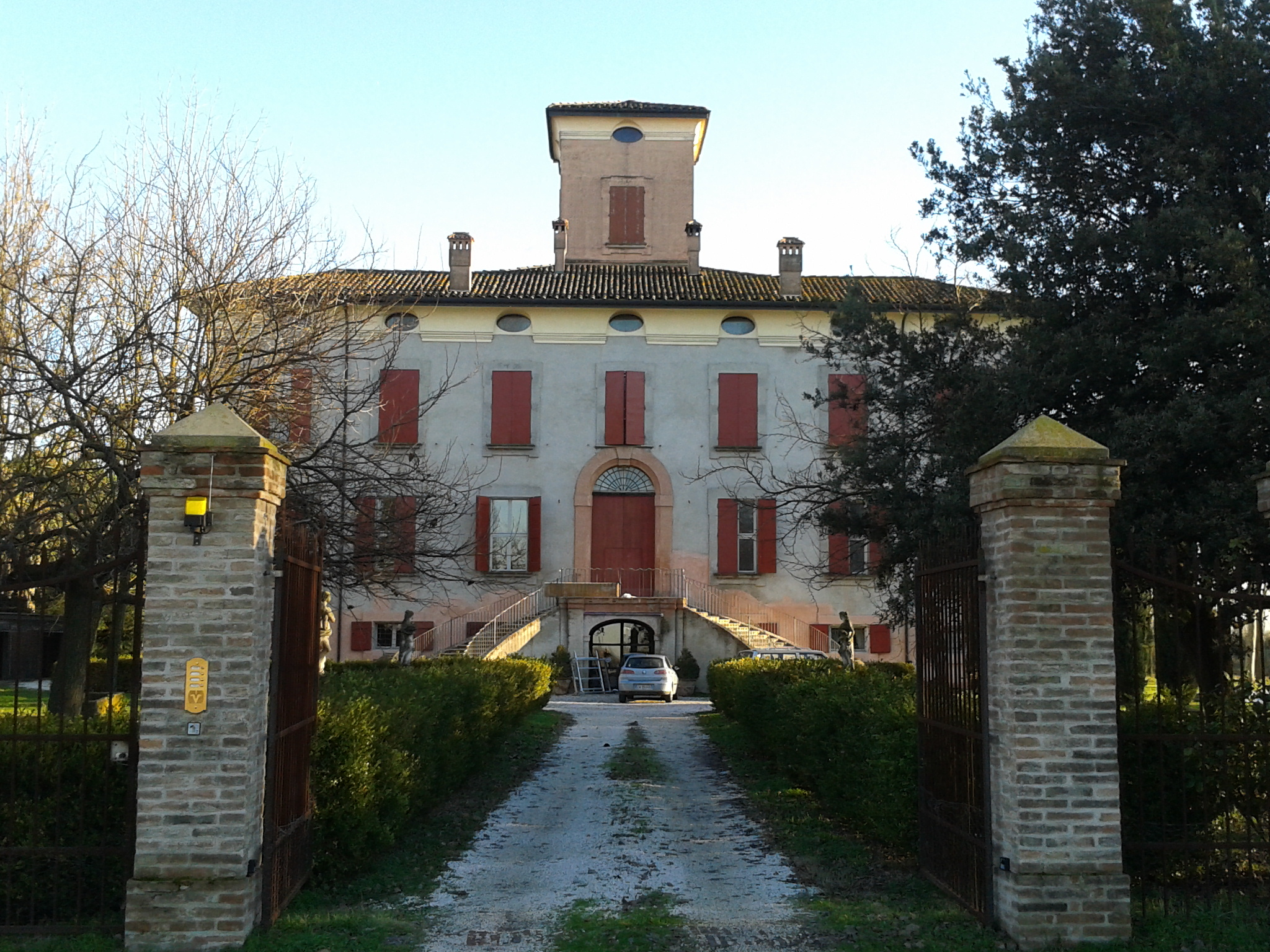
La villa Malvezzi-Lupari nella località Malvezza

Il nome Ghiaroni fa riferimento alla ghiaia colà portata in quantità a fine Settecento per opere idrauliche; questa località è stata accorpata alla frazione di San Pietro Capofiume.
Guarda
Guarda era un antico posto di guardia (da cui il nome) sul fiume Idice, attivo fino al 1816, quando il fiume fu deviato.
Malvezza
Malvezza, così denominata dalla sontuosa villa, recentemente restaurata, costruita a fine Seicento dalle famiglie Malvezzi e Lupari. Accanto alla villa si trova il piccolo oratorio di San Antonio da Padova, in stato di abbandono.
Miravalle
Miravalle è un nucleo abitativo formatosi nel Cinquecento attorno ad un piccolo porto al termine dell'antica via Barattino, in posizione adiacente alle valli, da cui il toponimo.

## Società

### Evoluzione demografica
Abitanti censiti

### Etnie e minoranze straniere
Al 31 dicembre 2023 i residenti stranieri erano 1.766, pari al 11,23% della popolazione.

## Economia
Le principali attività industriali e artigianali della zona sono nel campo dell'elettromeccanica ed elettronica, delle macchine agricole e della produzione, lavorazione e manipolazione di prodotti agricoli. Importanti sono l'artigianato di servizio e le attività agricole.
Molinella possiede un'aviosuperficie, dove si trova una sede distaccata dell'aeroclub di Bologna. È frequentemente usata da aerei da turismo e conosciuta per il paracadutismo.

## Infrastrutture e trasporti
Il comune dispone di una stazione ferroviaria nel capoluogo e di una nella località di Guarda, entrambe sulla linea Bologna–Portomaggiore.
A livello della rete stradale i collegamenti principali per Bologna sono dati dalle strade provinciali 6 Zenzalino e 5 San Donato, mentre per Ferrara la strada provinciale Zenzalino fino alla statale Adriatica e la Via Imperiale (SP 25).
Nel territorio comunale è presente l'Aviosuperficie Molinella.

## Amministrazione

### Sindaci dal 1951
| Periodo        | Periodo        | Primo cittadino | Partito                                              | Carica  | Note                                   |
| -------------- | -------------- | --------------- | ---------------------------------------------------- | ------- | -------------------------------------- |
| 1951           | 1995           | Anselmo Martoni | PSDI                                                 | Sindaco | Confermato per nove volte consecutive. |
| 23 aprile 1995 | 12 giugno 1999 | Tullio Calori   |                                                      | Sindaco |                                        |
| 13 giugno 1999 | 12 giugno 2004 | Nadia Passarini |                                                      | Sindaco |                                        |
| 13 giugno 2004 | 24 maggio 2014 | Bruno Selva     | lista civica "Alleanza civico riformista"            | Sindaco | Confermato il 7 giugno 2009.           |
| 25 maggio 2014 | 8 giugno 2024  | Dario Mantovani | Partito Democratico "PD - Dalla parte di Molinella"  | Sindaco | Confermato il 26 maggio 2019.          |
| 10 giugno 2024 | in carica      | Bruno Bernardi  | Unione Socialdemocratica Molinellese - Centro-destra | Sindaco |                                        |

## Sport
La squadra di calcio locale, il Molinella, durante la sua storia ha giocato in serie B.